# آرمن آرمنیان
آرمن آرمنیان (ایپکیان) (ارمنی: Արմեն Արմենյան (Իփեկյան)؛  زادهٔ ۱۰ سپتامبر ۲۲ سپتامبر ۱۸۷۱ - ۲۰ ژوئیهٔ ۱۹۶۵) بازیگر و کارگردان فیلم اهل ارمنستان بود. وی بین سال‌های - تا - میلادی فعالیت می‌کرد.

## زندگی‌نامه
وی در ۲۲ سپتامبر [سبک قدیمی: ۱۰ سپتامبر] ۱۸۷۱ در کنستانتینوپل به دنیا آمد و از گتروناکان وارژاران فارغ‌التحصیل گشت. وی در گروه تئاتری آبلیان-آرمنیان و تئاتر دراماتیک دولتی وارطان آجمیان گیومری فعالیت می‌کرد. وی همچنین برنده جوایزی همچون نشان پرچم سرخ کار، نشان برجسته افتخار و هنرمند مردمی ارمنستان شوروی (۱۹۳۵) شد. وی در ۲۰ ژوئیهٔ ۱۹۶۵ در سن ۹۳سالگی در لنیناکان درگذشت.

## گزیده فیلمشناسی
از فیلم‌ها یا برنامه‌های تلویزیونی که وی در آن نقش داشته‌است می‌توان به پرتگاه (فیلم ۱۹۷۳)	 اشاره کرد.